# PCH Garça Branca
PCH Garça Branca é uma usina hidrelétrica em construção em Anchieta, Santa Catarina. A PCH Garça Branca possuirá 6,5 MW de potência instalada com energia assegurada de 3,4 MW.

## História
Está localizada entre os municípios de Guaraciaba e Anchieta, no estado de Santa Catarina. O orçamento global do empreendimento e de R$ 37,9 milhões, sendo que a estrutura de capital prevista e de 49% de capital próprio e 51% de capital de terceiros. Os estudos iniciaram por volta de 2000, inicialmente para ser maior, mas pelo extremo dano ao meio ambiente o muro foi diminuído para o menor dano possível, ainda com retorno positivo.
O Rio das Antas é um importante rio da região, já com algumas pequenas usinas com boa capacidade de produção de energia pelo relevo acidentado. O nome Garça Branca foi escolhido por ser o nome da antiga união das comunidades São Judas e Santo Inácio, que se chamavam Garça Branca. Ainda o nome proveio de no início da colonização, por serem planícies de beira de rio, se avistavam várias garças brancas por ali, coisa que ainda hoje acontece.

## Destino da energia
O empreendimento, teve como início da operação comercial previsto para julho de 2016, possui Contrato de comercialização de energia no Ambiente Regulado - CCEAR, objeto do 18.º Leilao de Energia Nova, realizado em 13 de dezembro de 2013. As cotas de energia contratadas pelo leilão correspondem a 3,2 MW (94% da Garantia Física). O preço da energia definido no leilão foi de 137,86 R$/MWh (data-base Jan/2014), sendo ajustado anualmente pelo IPCA.